# Federação Nacional de Voleibol da Indonésia
A Federação Nacional de Voleibol da Indonésia  (em inglês: The National Volleyball Federation of Indonesia e em Indonésia: Persatuan Bola Voli Seluruh Indonesia - PBVSI) é a entidade não governamental que controla o voleibol na Indonésia, cuja sede é em Jacarta. Ela representa a Indonésia na Federação Internacional de Voleibol e na Confederação Asiática de Voleibol. Foi fundada em 22 de janeiro de 1955 

## Ligações Externas
- Site oficial